# Lodovica Braida
Lodovica Braida (Cirié, 23 febbraio 1961) è una storica italiana.

## Biografia
Laureata all'Università di Torino con Giuseppe Ricuperati, è professore ordinario di Storia della stampa e dell'editoria all'Università degli Studi di Torino. Dal 2011 è socio corrispondente dell'Accademia delle scienze di Torino, dal 2020 fa parte del Comitato scientifico della Fondazione Luigi Einaudi di Torino, della quale era stata borsista nel 1987. È membro del comitato editoriale di diverse riviste specializzate e collabora a numerosi periodici, tra cui la Rivista storica italiana, Società e storia, Annales. Histoire, Sciences Sociales, L'Indice dei libri del mese. Tra i suoi campi di ricerca, la storia del libro e delle pratiche culturali, i generi e le collane di larga circolazione, la censura e i circuiti della circolazione del libro proibito, il ruolo dell'autore, il genere epistolare nel XVI secolo.
Nel 2012 l'Accademia Nazionale dei Lincei l'ha insignita del Premio Feltrinelli per la Storia del Libro e della Scrittura.

## Opere principali
- Le guide del tempo: produzione, contenuti e forme degli almanacchi piemontesi nel Settecento, Torino, Deputazione subalpina di storia patria, 1989, su catalogo CoBiS LOD.
- Il commercio delle idee. Editoria e circolazione del libro nella Torino del Settecento, Firenze, Olschki, 1995.
- Stampa e cultura in Europa tra XV e XVI secolo, Roma-Bari, Laterza, 2000.
- Libri di lettere. Le raccolte epistolari del Cinquecento tra inquietudini religiose e buon volgare, Roma-Bari, Laterza, 2009.
- L’autore assente. L’anonimato nell’editoria italiana del Settecento, Bari-Roma, Laterza, 2019, ISBN 9788858136188.